# Dulan
Dulan, även känd som Tulan, är ett härad i den autonoma prefekturen Haixi i Qinghai-provinsen i västra Kina.